# SN 1999cf
SN 1999cf – supernowa typu Ia odkryta 22 maja 1999 roku w galaktyce UGC 8539. W momencie odkrycia miała maksymalną jasność 15,90m.